# Australian Open 2013 - Doppio leggende femminile
Nicole Bradtke e Martina Navrátilová sono le detentrici del titolo ma la Bradtke partecipa con la Stubbs mentre la Navrátilová partecipa con la Hingis. Bradtke e Stubbs hanno perso al round robin.

## Tabellone

### Legenda
| - Q = Qualificato - WC = Wild card - LL = Lucky loser | - ALT = Alternate - SE = Special Exempt - PR = Protected Ranking | - w/o = Walkover - r = Ritirato - d = Squalificato |

### Finale
|  | Finale                             |                                    |                                    |   |   |  |
|  |                                    |                                    |                                    |   |   |  |
|  | Martina Hingis Martina Navrátilová | Martina Hingis Martina Navrátilová | Martina Hingis Martina Navrátilová | 6 | 6 |  |
|  | Iva Majoli Barbara Schett          | Iva Majoli Barbara Schett          | Iva Majoli Barbara Schett          | 3 | 2 |  |

### Gruppo unico
|  |                                              | Majoli Schett                  | Bradtke Stubbs                 | Davenport Black Mauresmo       | Hingis Navrátilová | RR V–P  | Set V–P | Game V–P  | Posizione |
|  | Iva Majoli Barbara Schett                    |                                | 7–5, 6–1                       | 6–3, 1–6, [10–5] (w/ Mauresmo) | 3–6, 2–6           | 2–1     | 4–3     | 26–27     | 2         |
|  | Nicole Bradtke Rennae Stubbs                 | 5–7, 1–6                       |                                | 6–4, 3–6, [10–6] (w/ Mauresmo) | 3-6, 6(0)-7        | 0–3     | 1–6     | 24–37     | 4         |
|  | Lindsay Davenport Cara Black Amélie Mauresmo | 3–6, 6–1, [5–10] (w/ Mauresmo) | 4–6, 6–3, [10–6] (w/ Mauresmo) |                                | 6(4)–7 (w/ Black)  | 0–1 1–1 | 0–1 3–3 | 6–7 20–17 | X 3       |
|  | Martina Hingis Mart Navrátilová              | 6–3, 6–2                       | 6-3, 7-6(0)                    | 7–6(4) (w/ Black)              |                    | 3–0     | 5–0     | 32–20     | 1         |

La classifica viene stilata in base ai seguenti criteri: 1) Numero di vittorie; 2) Numero di partite giocate; 3) Scontri diretti (in caso di due giocatori pari merito ); 4) Percentuale di set vinti o di games vinti (in caso di tre giocatori pari merito ); 5) Decisione della commissione.